# Ampharete americana
Ampharete americana är en ringmaskart som beskrevs av Francis Day 1973. Ampharete americana ingår i släktet Ampharete och familjen Ampharetidae. Inga underarter finns listade i Catalogue of Life.